# Charles Benedict (strzelec)
Charles Sumner Benedict (ur. 5 maja 1867 w Barlow Township, zm. 22 listopada 1952 w Gallipolis) – amerykański strzelec, mistrz olimpijski.
Był synem George'a i Elmy Beardsley Benedict. Służył jako kapitan w 7 Pułku Piechoty Ohio, by później zostać lekarzem. 
Wystąpił na Letnich Igrzyskach Olimpijskich 1908 w dwóch konkurencjach. Uplasował się na 13. pozycji w karabinie dowolnym z 1000 jardów. W drużynowym strzelaniu z karabinu wojskowego zdobył wraz z kolegami z reprezentacji złoty medal, osiągając ostatni rezultat wśród amerykańskich strzelców (skład zespołu: Charles Benedict, Kellogg Casey, Ivan Eastman, William Leushner, William Martin, Charles Winder).

## Wyniki

### Igrzyska olimpijskie
| Igrzyska | Konkurencja                  | Wynik                                               | Miejsce | Źródło |
| -------- | ---------------------------- | --------------------------------------------------- | ------- | ------ |
| IO 1908  | Karabin dowolny, 1000 jardów | 88 pkt.                                             | 13      | [ 1 ]  |
| IO 1908  | Karabin wojskowy, drużynowo  | 2531 pkt. (druż.) 407 pkt. ind. (73–70–69–73–61–61) |         | [ 2 ]  |